# A fortiori
A fortiori es una locución latina que significa ‘con mayor motivo’. En lógica se usa esta expresión para referirse a una forma de argumentación por la que se saca una consecuencia de una cosa en vista de la conclusión que se sacó de otra, para la cual había menor motivo. Por ejemplo, si el que roba es condenado, a fortiori será condenado el que mata. 
Es el grado inmediatamente superior al a pari, en que la conclusión se formula con igual fuerza en los términos comparados y difiere solo materialmente a necessario; la ilación a fortiori indica simplemente exceso de razón, de fuerza y la a necessario expresa la intrínseca ligadura de la conclusión y la premisa, que es para aquella lo que la causa necesaria es a su efecto o el principio a lo derivado de él. Como estas otras formas, se funda en los conocidos axiomas de las escuelas dictum de omni, dictum de singulis sub eis contentis (quod extensionem); dictum de nullo, dictum de singulis (quod extensionem et comprehesionem), que aplica con el indicado exceso de motivo.